# 도리안 판 레이설베르허
도리안 판 레이설베르허(네덜란드어: Dorian van Rijsselberghe, 1988년 11월 24일~)는 네덜란드의 요트 선수이다. 2012년 하계 올림픽과 2016년 하계 올림픽에서 남자 윈드서핑 경기에서 금메달을 획득하며 남자 윈드서핑 선수로는 최초로 올림픽 요트 2연패를 달성했다.